# Quel dannato pugno di uomini
Quel dannato pugno di uomini (The Meanest Men in the West) è un film televisivo del 1978 diretto da Charles S. Dubin e Samuel Fuller.

## Produzione
È composto dal montaggio di due episodi della serie tv Il virginiano: It Tolls For Thee della prima stagione (1962) e Reckoning della sesta stagione (1967).

## Distribuzione
In Italia è stato distribuito al cinema il 4 maggio 1978.

## Critica
(Mirella Acconciamessa, l'Unità, 7 maggio 1978 )
(Piero Perona, La Stampa, 13 maggio 1978 )